# Haplophyllum villosum
Haplophyllum villosum är en vinruteväxtart som först beskrevs av Friedrich August Marschall von Bieberstein, och fick sitt nu gällande namn av G. Don f.. Haplophyllum villosum ingår i släktet Haplophyllum och familjen vinruteväxter. Inga underarter finns listade i Catalogue of Life.